# Schaber
Ein Schaber ist ein mit mindestens einer Schneide versehenes Werkzeug zum Schaben. Charakteristisch ist der negative Spanwinkel der Schneide, der den Schaber von Werkzeugen zum Schneiden unterscheidet.

## Vorzeitliche Schaber

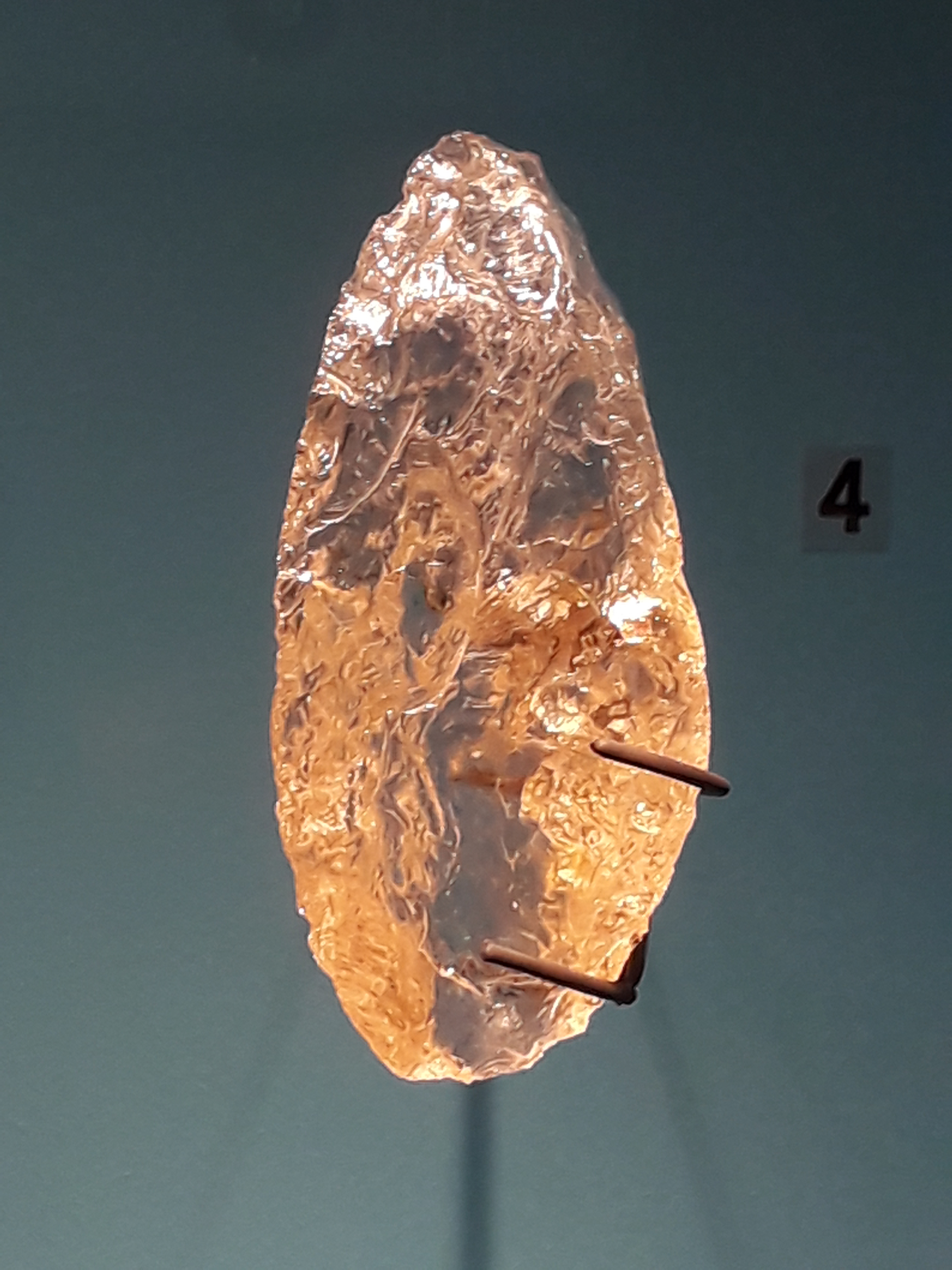
Kristallschaber vom Abri des Merveilles

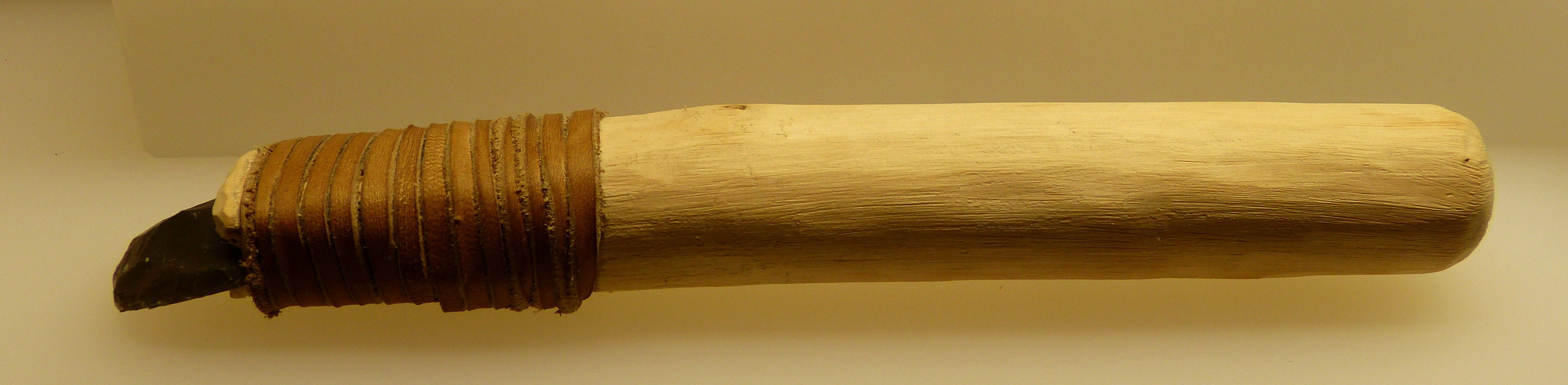
Mesolithischer Schaber, Archäologisches Landesmuseum Brandenburg

Ein Schaber kann jeder Kernstein, Abschlagssplitter oder eine Klinge aus Feuerstein mit einer retuschierten (nach der morphologischen Typologie von F. Bordes) an der Lateralseite sein. Kratzer besitzen dagegen eine konvexe Retusche am Distalende. 
Die Abschläge der Geröllgeräte, ebenso fast jeder Abschlag oder jedes Werkzeug mit einer scharfen Kante, sind zum Schaben geeignet. Größte Verbreitung und Formenvielfalt erreichten die Schaber während des Mittelpaläolithikums. Meist sind sie aus Abschlägen, seltener aus Klingen hergestellt. Schaber wirken flächig gezogen als spanabhebendes Werkzeug, sie können aber auch linear wirkend eingesetzt werden. Sie können zum Glätten oder Zerteilen von Holz, Enthaaren oder Reinigen von Häuten, zum Schneiden von Fleisch oder Vegetabilien sowie zum Schaben von Rillen in Elfenbein, Geweih, Knochen und Stein verwendet werden. Bei Winkelschabern stoßen zwei Kanten im rechten Winkel zusammen. Er könnte eine besondere Funktion besessen haben. Zu einer potentiellen Schäftung siehe: Schäftung (Vor- und Frühgeschichte).
Schaber sind zu unterscheiden 
- nach der Herstellungstechnik in: 

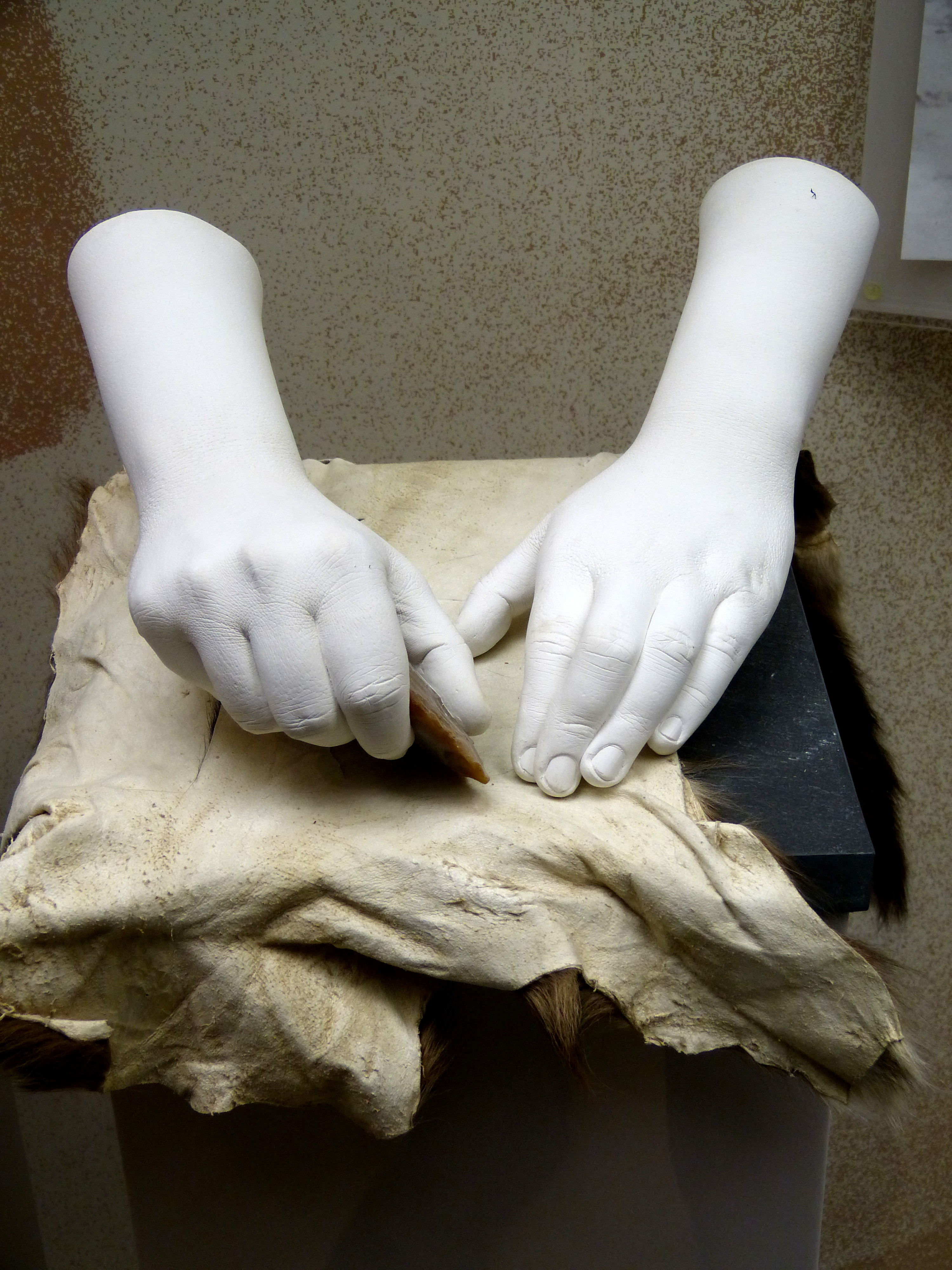
Technik des Schabens, Museum für Ur- und Frühgeschichte in Thüringen (Weimar)

  - Abschlag-, Klingen-, Kern (Block-), Scheibenschaber;
- nach der retuschierten Schabekante in: 
  - Kopf-, Bogen-, Rund-, Seiten-, Doppelseiten- oder Buchtschaber;
- Bei der Herstellung von Klingen blieben Kernsteine übrig, die man als: 
  - Kernschaber (auch Hobel-, Hoch-, Kiel- oder Blockschaber) bezeichnet.

Aus kleineren Steinen fertigte man Kielschaber, die mit ihrer Breitseite über die zu bearbeitende Fläche gezogen werden. Hohlschaber haben eine konkav gewölbte Unterseite. Bogen- oder Geradschaber mit Rückenbearbeitung werden als Rückenmesser bezeichnet. Man kann vermuten, dass ein Teil der Schaber geschäftet war. In der Ahrensburger Kultur fand man Schaber aus organischem Material; Rentierschulterblätter und kleinere Wirbel.

## Neuzeit

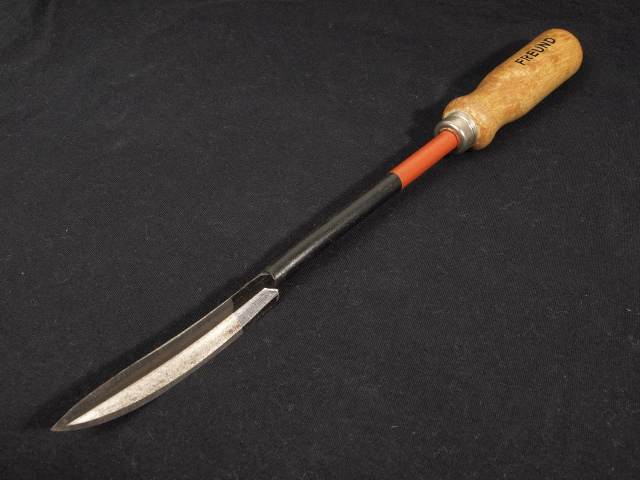
Dreikanthohlschaber

Schaber in sehr unterschiedlicher Gestalt haben auch in der heutigen Zeit noch einen festen Platz in verschiedenen Handwerkszweigen. Im Goldschmiedehandwerk werden Schaber zum Anpassen von Edelsteinfassungen und zum Glätten von Oberflächen verwendet. Namensgebend wurde der Schaber in der Druckgrafik für die Schabkunst. Dort dient der Schaber zusammen mit dem Polierstahl zur Bildgestaltung der Druckplatte, indem er eine gleitende Halbton-Skala vom satten Schwarz bis zum reinen Weiß ermöglicht.
In der Mechanik dienen Schaber zum Ebnen von Metalloberflächen. Gleitlagerflächen und Gleitbahnen bei Werkzeugmaschinen werden geschabt. In den nur wenige Tausendstel bis Hundertstel Millimeter tiefen Taschen kann Schmiermittel Platz nehmen, wodurch auch bei starker Flächenpressung ausreichende Schmierung vorhanden ist. 
Typische Formen im metallverarbeitenden Handwerk sind der Flachschaber und der Dreikanthohlschaber.